# Elaeocarpus rigidus
Elaeocarpus rigidus là một loài thực vật có hoa trong họ Côm. Loài này được Ridl. mô tả khoa học đầu tiên năm 1910.